# Álcool vanilil
Álcool vanilil, álcool vanílico ou álcool 4-hidroxi-3-metoxibenzílico é um composto orgânico, um vanilóide, de fórmula C8H10O3, fórmula linear HOC6H3(OCH3)CH2OH, de massa molecular 154,1632. Ocorre naturalmente na árvore que produz a medeira conhecida como Sitka Spruce, a conífera Picea sitchensis. Ocorre naturalmente na cerveja. É classificado com o número CAS 498-00-0. Possui ponto de fusão de 110-117 °C. A substância estruturalmente deriva tanto de álcool benzílico como a partir do guaiacol (o-metoxifenol). Apresentando-se em cristais brancos ou incolores, com um leve odor doce semelhante ao de baunilha. Dissolve-se pouco em água, mas é muito solúvel em óleos.